# حركة القوى الجديدة الديمقراطية حق

## حركة القوى الجديدة الديمقراطية – حق
حركة القوى الجديدة الديمقراطية أو كما يطلق عليها اختصاراً (حركة حق) و تنظيم سياسي سوداني ديمقراطي علماني، تأسست عام 1995، على يد عدد كبير من قيادات الحزب الشيوعي السوداني، أبرزهم المفكر والسياسي الخاتم عدلان، ورئسها الحالي هو أحمد شاكر دهب عضو المجلس القيادي لقوى الحرية والتغير، وتم كليفه بناءا على استقالة المحامية هالة عبد الحليم في عام 2014.
وتمتلك الحركة عضوية كبيرة وسط الشباب وداخل الجامعات السودانية، ومنذ تأسيسها ظلت في معارضة مستمرة لحكومة الإنقاذ بقيادة الرئيس المخلوع عمر البشير، «حق» تنطوي تحت لواء نداء السودان أحد الكتل الخمسة المكونة لقوى الحرية والتغير التي أطاحت بحكم الرئيس السوداني، من سدة الحكم.
وتنادي حركة حق بالنهضة الوطنية الشاملة على جميع المستويات الاقتصادية والاجتماعية والثقافية وغيرها، وتتبني الليبرالية السياسية، فضلاً عن تبنيها لاقتصاد الرفاه الاجتماعي ذا الجذور الاشتراكية.

## تاريخياً
بحسب طلعت الطيب عضو المجلس القيادي لحركة حق" أن نشأتها  أتت على خلفية عدد من الأحداث السياسية كان أهمها على الإطلاق هو قدرة حركة الإسلام السياسي على الوصول إلى السلطة عن طريق انقلاب الإنقاذ العسكري في يونيو1989م. أما أهم الأحداث خارجيا فقد تمثل في سقوط حائط برلين الشهير وانهيار ما كان يعرف بالاتحاد السوفيتي والكتلة الاشتراكية وزعزعة القناعات السائدة في إمكانية تحقيق التنمية والعدالة الاجتماعية بمعزل عن تطبيق التعددية الديمقراطية وبسط الحريات العامة.
حركة حق في أغلبها ممن كانوا ينتمون إلى حركة اليسار السياسي وعلى الأخص من الحزب الشيوعي السوداني ومن حركة الإصلاح الديني ممن كانوا في صفوف الأخوان الجمهوريين الذين شهدوا تآمر حركة الإسلام السياسي مع المؤسسة العسكرية في اغتيال زعيمهم الشهيد الأستاذ محمود محمد طه على أيام الدكتاتور السابق الجنرال نميري، وذلك قبل تامرها على النظام المدني الديمقراطي الذي اعقب انتفاضة مارس أبزيل التي كانت قد وضعت حدا لذلك النظام العسكري. كانت حركة حق تطمح لتأسيس أول حزب ديمقراطي حقيقي في السودان يكون ملتزما بمبادي التجديد القيادي الدوري والمؤسسية بإتباع الإجراءات الديمقراطية بصرامة حتى يستطيع أن يملأ خانة الوسط أو يسار الوسط. كان على رأس العناصر القيادية الشابة التي ارتبطت بحركة اليسار المرحوم الأستاذ الخاتم عدلان والمرحوم د خالد الكد والأستاذ الحاج وراق سيد احمد، وكان من أهم العناصر التي ارتبطت بحركة الإصلاح الديني في إطار الفكر الجمهوري المرحوم الأستاذ بشير عيسى بكار ود. الباقر العفيف. وكان الأستاذ الخاتم عدلان عليه رحمة الله أول من استقال من الحزب الشيوعي بعد سنوات طويلة من العطاء السياسي في أكتوبر 1994م وذلك خلال مؤتمر صحفي أقيم في مدينة الضباب أوضح فيه أن الماركسية اللينينية لم تعد تمثل قناعته والمنظور الذي يمكن أن يطل من خلاله على العالم من حوله، وكان الرجل قد صاغ قبلها ورقة إصلاحية داخل حزبه الشيوعي تحت عنوان "آن أوان التغيير" تدعوا للإصلاح الديمقراطي الشامل فيه نظريا وعمليا. تتابعت الاستقالات بعد ذلك من الحزب الشيوعي ممن كانوا يتبنون نفس دعوة الإصلاح الديمقراطي وكان على رأس هؤلاء الأستاذ الحاج وراق في ديسمبر 1995م، وجدير بالملاحظة هنا أن الاستقالات كانت قد تمت وفق تقديرات سليمة حيث تأكد فيما بعد مدى استحالة تحقيق الإصلاحات المطلوبة بسبب جملة ارتباطات للحزب فكرية وأخرى اجتماعية لا يمكن الفكاك منها".

## أبرز القيادات
في الوقت الراهن فإن أبرز القيادات لحركة القوى الجديدة الديمقراطية - حق
- محمد سليمان عبد الرحيم[6]
- حبيب العبيد
- مجدي عبد القيوم كنب[7]
- أحمد شاكر دهب
- خالد بحر

## أهداف الحركة:[8]
بهدف النظام الأساسي لحركة القوى الجديدة الديمقراطية حق تكمن أهدافها في الأت
- 1. تحقيق النهضة الوطنية الشاملة، في السودان، وذلك في المجالات الاقتصادية، والاجتماعية والثقافية والفكرية والعلمية والتقنية.
- 2. ترسيخ القيم الديمقراطية في كل خلايا المجتمع، بدءً بالفرد والأسرة والمدرسة، وانتهاء بالجمعية والحزب والمؤسسة. وتتعامل مع ذلك كهدف - باعتباره وضعا أمثل لا يمكن الوصول إليه إلا من خلال عملية طويلة ومعقدة - كما تتعامل معه كوسيلة لازمة لكل الأهداف الأخرى.
- 3. تحقيق العدالة الاجتماعية بمداخلها وأوجهها المختلفة والمتعددة:
- - الجندرية، كالعلاقات بين النساء والرجال، لتقوم على المساواة والاحترام والكرامة، على مستوى الأسرة والمجتمع والدولة،
- - والقومية، مساواة وقبولاً وتفاعلاً، بين القوميات المختلفة رغم كل اختلافاتها،
- - والاقتصادية، تحقيقاً لمبدأ جنى المنتجين لثمرات أعمالهم، ومحاربة للاستغلال في كل أشكاله وعملا على اجتثاث الفقر والمجاعة وسوء التغذية، وتعميماً للخدمات الأساسية من صحة وتعليم ومأوى ومواصلات واتصالات، لتشمل كل السودانيين انطلاقا نحو التنمية المضطردة المتوازنة، استثمارا يعظم موارد الوطن ويعزز إمكاناته التنافسية،
- - والثقافية، باحترام التعدد الثقافي والديني، والتعامل مع الثقافات من منطلق المساواة، وفتح الأبواب أمامها، لإغناء جوهرها الإنساني، وتطوير أدواتها وأساليبها، في إطار من الاحترام والإقبال والحب. وكل ذلك وفق ما فصلته وثيقة الحركة التأسيسية، ووفق الرؤى الأكثر عمقاً واتساعاً التي تصوغها الحركة مستقبلاً مستفيدة من الإنتاج الثر لمثقفي السودان، ومن الخبرات الذاخرة للشعب، وكل القوى السياسية الشبيهة في السودان وغيره، ومن إسهامات أعضائها.
- 4. إقامة مجتمع مدني ذي حيوية متفجرة، ينهض على أنقاض بنى الجهل والتخلف الشائهة ويرسي العلاقات المتقدمة القائمة على الاختيار والحرية والاستنارة والمعرفة والوعي والإنجاز، مكان علاقات العبودية والطائفية والتعصب القبلي والعشائري والجهوي والاستعلاء العرقي والديني.
- 5. إرساء نظام سياسي:
- • ديمقراطي تعددي يقوم على كفالة الحريات العامة والأساسية، وصيانة حقوق الإنسان، وسيادة حكم القانون، والشفافية، والتداول السلمي والديمقراطي للسلطة، والممارسة السياسية المستقيمة الهادفة خدمة مصالح المواطنين سواسية دون تمييز على أساس الدين أو العرق أو اللون أو اللغة أو النوع.
- • علماني مبني على كون الممارسة السياسية عمل بشري صرف، محكوم بخيارات ومصالح بشرية صرفة، قابل للخطأ وللمحاسبة البشرية، يحترم الإنجاز الفكري والحضاري للإنسانية، ينهل منه ويضيف إليه، يقبل الاختلاف ويستدعي التعدد، كما يحترم الأديان، ويتيح للناس جميعاً حرية العبادة وممارسة الشعائر الدينية، دون قسر أو إكراه، دون حجر أو منع.
- 6. صيانة وحدة السودان - وحدة حرة طوعية، لا مفترضة ولا مفروضة، وحدة لا تتعلق بالأرض وحدها، بل تتعلق أساساً بالشعب وبالناس وبالإنسان. وحدة لا تقوم على المركزية الخانقة، الغريبة والمتعالية، بل تستند إلى تقرير المصير، وتمكين الناس أينما كانوا في بقاع السودان الواسعة من حكم أنفسهم، واتخاذ القرارات التي تؤثر على حياتهم، على أقرب مستوى لديهم. واعتماد الفدرالية واللامركزية بكل درجاتها لتحقيق هذا الغرض.
- 7. تفجير حركة تنموية وثقافية وفكرية شاملة، تستهدف الرقي بقدرات ومعرفة وخبرات الإنسان السوداني في المجالات كافة، عن طريق المناهج التعليمية المستنيرة، والإعلام الحر وفتح النوافذ وكسر الحواجز أمام الثقافة والفكر والمعلومات، وعن طريق التنمية الاقتصادية والاجتماعية لتطوير كفاءته وقدراته التنافسية وليتمكن من اللحاق بركاب العصر والاستفادة من والمساهمة في منجزاته العلمية والتقنية.
- 8. تكريس هوية السودان القائمة على التنوع والتعدد والعمل على كشف وهزيمة وتخطي قيم الاستعلاء العرقي والديني، وما يصاحبها من التهميش والاحتقار والاستبعاد والاسترقاق، وتأسيس المقومات الحقيقة للشخصية السودانية، وإعادة الاعتبار لجوانبها المقموعة، بالتجاهل والإنكار، ثم بالاستئصال والسحق، وصولاً إلى الشخصية السودانية السوية، المتصالحة مع ذاتها، والفخورة بكل مكوناتها.
- 9. تعزيز مكانة السودان في أفريقيا وفي العالم العربي، وفي الحضارة الكونية المعاصرة، من موقع الندية، والمشاركة، ومحاربة نعرات التعالي وتضخيم الذات والانغلاق عليها، ووفق مقتضيات المواطنة العالمية الصالحة.